# BMX-Rennsport-Weltmeisterschaften 2009
Die BMX-Rennsport-Weltmeisterschaften 2009 fanden am 25. und 26. Juli im australischen Adelaide statt. Schauplatz war der Jubilee Pavillon auf dem Messegelände Adelaide Showgrounds, wo eigens für die WM eine Indoor-Rennbahn angelegt worden war. 29 Nationen beteiligten sich an den Wettkämpfen.

## Programm
Am ersten Tag der Wettkämpfe wurde das BMX-Rennen (20 Zoll) ausgetragen, am zweiten Tag das Cruiser-Rennen. Parallel zu den Weltmeisterschaften lief vom 23. bis 26. Juli die UCI BMX World Challenge für die Leistungsklassen Challenge und Masters.

## Ergebnisse

### Frauen Elite
Es gab 33 Fahrerinnen aus 13 Nationen. Sarah Walker setzte sich im Finale überlegen durch; durch einen Sturz in der ersten Kurve wurden vier der übrigen Fahrerinnen aufgehalten.
| Platz | Name                | Zeit       |
| ----- | ------------------- | ---------- |
| 1     | Sarah Walker        | 31,879 s   |
| 2     | Eva Ailloud         | + 1,112 s  |
| 3     | Arielle Martin      | + 2,015 s  |
| 4     | Jana Horáková       | + 2,579 s  |
| 5     | Samantha Cools      | + 6,586 s  |
| 6     | Manon Valentino     | + 34,175 s |
| 7     | Nicole Callisto     | + 43,162 s |
| 8     | María Gabriela Díaz | + 43,400 s |

| Platz | Name            | Zeit      |
| ----- | --------------- | --------- |
| 1     | Sarah Walker    | 32,218 s  |
| 2     | Manon Valentino | + 1,261 s |
| 3     | Vilma Rimšaitė  | + 1,925 s |
| 4     | Eva Ailloud     | + 1,953 s |
| 5     | Andrea Zuluaga  | + 3,926 s |
| 6     | Tania Carson    | + 4,536 s |

### Männer Elite
Es gab 112 Fahrer aus 23 Nationen. Olympiasieger Māris Štrombergs startete das Finale von der Innenbahn, machte jedoch ausgangs der ersten Geraden einen Fehler, so dass Donny Robinson letztlich ungefährdet zum Sieg fuhr.
| Platz | Name             | Zeit      |
| ----- | ---------------- | --------- |
| 1     | Donny Robinson   | 28,648 s  |
| 2     | Mike Day         | + 0,896 s |
| 3     | Ramiro Marino    | + 1,126 s |
| 4     | Māris Štrombergs | + 1,564 s |
| 5     | Nicholas Long    | + 2,009 s |
| 6     | Luke Madill      | + 2,120 s |
| 7     | Andrés Jiménez   | + 2,288 s |
| 8     | Khalen Young     | + 7,997 s |

| Platz | Name                   | Zeit       |
| ----- | ---------------------- | ---------- |
| 1     | Ivo van der Putten     | 29,220 s   |
| 2     | Sander Bisseling       | + 0,708 s  |
| 3     | Vincent Pelluard       | + 0,979 s  |
| 4     | Luke Madill            | + 1,363 s  |
| 5     | Yvan Lapraz            | + 1,890 s  |
| 6     | Thomas Hamon           | + 1,932 s  |
| 7     | Ramiro Marino          | + 9,202 s  |
| 8     | Rob van den Wildenberg | + 10,917 s |

### Juniorinnen
Es gab 30 Fahrerinnen aus 15 Nationen.
| Platz | Name               | Zeit      |
| ----- | ------------------ | --------- |
| 1     | Mariana Pajón      | 32,241 s  |
| 2     | Merle van Benthem  | + 1,363 s |
| 3     | Maartje Hereijgers | + 1,486 s |
| 4     | Rachel Bracken     | + 2,634 s |
| 5     | Dominique Daniels  | + 3,283 s |
| 6     | Alexandra Williams | + 4,564 s |
| 7     | Alise Post         | + 5,091 s |
| 8     | Lauren Reynolds    | DNF       |

| Platz | Name               | Zeit      |
| ----- | ------------------ | --------- |
| 1     | Mariana Pajón      | 32,964 s  |
| 2     | Maartje Hereijgers | + 0,507 s |
| 3     | Ashley Verhagen    | + 2,390 s |
| 4     | Teagan O’Keeffe    | + 2,906 s |
| 5     | Armonie Sailly     | + 3,101 s |
| 6     | Cherie Simpson     | + 3,398 s |
| 7     | Mayara Perez       | + 3,932 s |
| 8     | Elysse Imber       | + 4,298 s |

### Junioren
Es gab 71 Fahrer aus 22 Nationen.
| Platz | Name                 | Zeit           |
| ----- | -------------------- | -------------- |
| 1     | Sam Willoughby       | 28,289 s       |
| 2     | André Fosså Aguiluz  | + 1,146 s      |
| 3     | Anthony Dean         | + 1,744 s      |
| 4     | Tory Nyhaug          | + 6,459 s      |
| 5     | Corben Sharrah       | + 9,565 s      |
| 6     | Riley Stair          | + 1:08,864 min |
| 7     | Joris Daudet         | DNF            |
| 8     | Michael Chasteauneuf | DNF            |

| Platz | Name             | Zeit       |
| ----- | ---------------- | ---------- |
| 1     | Joris Daudet     | 29,028 s   |
| 2     | David Oquendo    | + 0,402 s  |
| 3     | Renato Rezende   | + 0,695 s  |
| 4     | Tory Nyhaug      | + 0,709 s  |
| 5     | Benjamin Clarke  | + 2,351 s  |
| 6     | Justin Myers     | + 9,507 s  |
| 7     | Giacomo Fantoni  | + 24,803 s |
| 8     | Leandro Dalfarra | DNF        |

## Medaillenspiegel
| Platz  | Land               | Gold | Silber | Bronze | Gesamt |
| ------ | ------------------ | ---- | ------ | ------ | ------ |
| 1      | Kolumbien          | 2    | 1      | 0      | 3      |
| 2      | Neuseeland         | 2    | 0      | 0      | 2      |
| 3      | Niederlande        | 1    | 3      | 1      | 5      |
| 4      | Frankreich         | 1    | 2      | 1      | 4      |
| 5      | Vereinigte Staaten | 1    | 1      | 2      | 4      |
| 6      | Australien         | 1    | 0      | 1      | 2      |
| 7      | Norwegen           | 0    | 1      | 0      | 1      |
| 8      | Argentinien        | 0    | 0      | 1      | 1      |
| 8      | Brasilien          | 0    | 0      | 1      | 1      |
| 8      | Litauen            | 0    | 0      | 1      | 1      |
| Gesamt | Gesamt             | 8    | 8      | 8      | 24     |